# Suécia nos Jogos Olímpicos de Verão de 2020
A Suécia está representada nos Jogos Olímpicos de Verão de 2020 por um total de 130 desportistas que competem em 21 desportos. Responsável pela equipa olímpica é o Comité Olímpico Sueco, bem como as federações desportivas nacionais da cada desporto com participação.
Os portadores da bandeira na cerimónia de abertura foram o velejadora Max Salminen e a ginete Sara Algotsson Ostholt.

## Medalhistas
A equipa olímpica da Suécia tem obtido seguintes medalhas:
| Nome             | Desporto  | Competição     |
| ---------------- | --------- | -------------- |
| Ouro             |           |                |
| Daniel Ståhl     | Atletismo | Disco M        |
| Prata            |           |                |
| Sarah Sjöström   | Natação   | 50 m livre F   |
| Simon Pettersson | Atletismo | Disco M        |
| Josefin Olsson   | Vela      | Laser Radial F |